# Druuna: Morbus Gravis
Druuna: Morbus Gravis è un'avventura grafica per Windows sviluppata da Artematica e prodotta da Microïds nel 2001.
Il videogioco è ispirato all'omonimo fumetto Druuna: Morbus Gravis e ha per protagonista il personaggio Druuna creato da Paolo Eleuteri Serpieri.
Vinse il premio miglior opera multimediale a Lucca Comics 2001.